# Сигов, Игорь Алексеевич
И́горь Алексе́евич Сиго́в (род. 30 декабря 1968, Полоцк, Полоцкий район, Витебская область, Белорусская ССР, СССР) — белорусский актёр театра и кино. Заслуженный артист Республики Беларусь (2011).

## Биография
Игорь Сигов родился 30 декабря 1968 года в городе Полоцке Витебской области Белорусской ССР. Отец работал в котельной, мать — на заводе железобетонных изделий (ЖБИ).
С 1976 по 1986 годы учился в средней школе № 14 города Полоцка. С восьмого класса занимался в театральной студии города Полоцка под руководством Валентины Петровны Нагорной, где в своём первом спектакле «Сестра моя Русалочка» по одноимённой пьесе Людмилы Разумовской сыграл роль принца.
В 1986—1987 годах работал токарем второго разряда на Полоцком ордена Трудового Красного Знамени авторемонтном заводе.
В 1987—1989 годах проходил военную службу по призыву в рядах Советской армии, в железнодорожных войсках на территории Монголии.
С 1989 по 1990 годы работал организатором концертно-зрелищных мероприятий во Дворце культуры производственного объединения «Стекловолокно» в Полоцке.
В 1990 году трудился водителем автомобиля третьего класса в «Полоцкой райагропромтехнике».
В 1994 году окончил театральный факультет Белорусской государственной академии искусств в Минске по специальности «Актёр драматического театра и кино» (курс Валерия Евгеньевича Мазынского).
С 1994 по 2014 годы — актёр Республиканского театра белорусской драматургии (РТБД) в Минске, а с 2012 по 2014 годы — одновременно актёр и директор театра.
В 2008 году исполнил главную роль (Николай Фомич Калугин) в короткометражном (17-минутном) художественном фильме «Дверь» («The Door», Ирландия), снятом режиссёрами Хуанитой Уилсон и Джеймсом Флинном по книге «Чернобыльская молитва» белорусской писательницы Светланы Алексиевич, который в 2010 году был номинирован на премию «Оскар» Американской академии кинематографических искусств и наук в категории «Лучший игровой короткометражный фильм».
С 2014 по 2020 год служил в труппе Национального академического театра имени Янки Купалы в Минске.
В ноябре 2022 года переехал жить в Польшу, где работает таксистом.

### Личная жизнь
Первая жена (с 1990 по 1992 годы) — Людмила Салко, каскадёр. Давно живёт с сыном Ильёй в Софии (Болгария), состоит в другом браке. Сын — Илья Салко (род. 2 августа 1991), много лет живёт с матерью и отчимом в Софии (Болгария), с родным отцом общается по интернету.
Вторая жена — Диана, стилист на телевидении. Дочь — Анастасия Сигова (род. 1995).

## Творчество

### Роли в театре

#### Республиканский театр белорусской драматургии (РТБД)(Минск)
Игорь Сигов служил в труппе Республиканского театра белорусской драматургии (РТБД) в Минске с 1994 по 2014 годы, а с 2012 по 2014 годы одновременно занимал должность директора театра. Играл в спектаклях:
- «Адвечная песня» — мужик[8]
- «Ганна у тропіках» — Хуан Хуліан
- «Шлях у Царград» — Стах Горскі
- «Адэль» — Захаров
- «Мистер Розыгрыш» — Алексей
- «Чёрный квадрат» — Кацап, килер
- «Айбалит, Бармалей пра жывел и брадвей» — Бармалей, Пит, Король земли Халява, Лев
- «Бег» — Роман Валерьянович Хлудов
- «Дзённік паэта (Інтымны дзённік)» — Салтыкоў, Макс
- «Ліфт» — Ігар
- «Нямое каханне»
- «Чарнобыльская малітва» — Сакратар райкама
- «Віта Брэвіс, альбо Нагавіцы святога Георгія»
- «Барбара Радзівіл» — Жыгімонт Аўгуст
- «Брат мой Сымон…» — 2-і сябра
- «Рычард» — Забойца
- «Заложніца кахання (Люстэрка Бландоі)» — Рычард, Дадон
- «Макбет» — Макдуф
- «Шампань-скага!» паводле вадэвіляў А. Чэхава «Прапанова» і «Юбілей» — Шыпучын Андрэй Андрэевіч
- «Узлёт Артура Уі, які можна было спыніць» — Артур Уі
- «Лекар паняволі» — Лекар
- «Развітанне з Радзімай» — Аляксей
- «Апошняя пастараль» — Ён
- «Стомлены д’ябал» — Д’ябал
- «Прынц Мамабук» — Табу
- «Блазан» — Блазан, Кат
- «Балада пра Бландою» — Рычарда, прыдворны
- «Песні ваўка» — Рваны бок
- «Понцій Пілат» — Понцій Пілат
- «Кароль Лір» — Эдгар
- «Жанчыны Бергмана» — Доктар
- «П’емонцкі звер» — Рыцар Жафрэй
- «Іванаў» — Іванаў
- «Каласы пад сярпом тваім» — Пан Юры
- «Чайка» (пастаноўка В.Анісенкі) — Трыгорын.
- «Вяртанне Галадара» — Галадар
- «Неба ў дыяментах» -Мужчына
- «Жан і Беатрыса» — Жан
- «Тата» — Алег
- «Другая сусветная» — Выканаўца песні «Штрафныя душы»

#### Национальный академический театр имени Янки Купалы(Минск)
Игорь Сигов служил в труппе Национального академического театра имени Янки Купалы в Минске с 2014 по 2020 год:
- «Паўлінка» Я. Купалы — Сцяпан Крыніцкі
- «Людзі на балоце» І. Мележа — Глушак
- «Пан Тадэвуш» А. Міцкевіча — Ксёндз Робак
- «Чайка» А. Чэхава (пастаноўка В.Анісенкі) — Яўген Сяргеевіч Дорн
- «Вельтмайстар акардэон» М. Мермана — Выканаўца песні «Штрафныя душы»
- «Дзве душы» М. Гарэцкага — Гарэшка
- «Школа падаткаплацельшчыкаў» Л. Вернэя і Ж. Бэра — Міністр фінансаў
- «Рэвізор» М. Гогаля — Амос Фёдаравіч Ляпкін-Цяпкін
- «Вешальнікі» М. МакДонаха — Альберт П’ерпойнт
- «Пінская шляхта» В. Дуніна-Марцінкевіча — Іван Цюхай-Ліпскі

#### «Центр белорусской драматургии и режиссуры» (Минск)
- «Хлам» М. Дурненкова (пастаноўка Аляксандра Марчанкі) — Прадзюсер

### Фильмография
- 1996 — Из ада в ад — эпизод
- 1999 — Каменская (фильм № 2 «Игра на чужом поле») — Головин, следователь
- 2001 — Ускоренная помощь 2 (серия № 5 «География любви») — трансвестит
- 2001 — Эскиз на мониторе — Виктор
- 2002 — Закон — Секачёв, присяжный заседатель
- 2002 — Подружка осень — Игорь, врач
- 2003 — Вокзал — Костик
- 2003 — Женщины в игре без правил — «Высокий»
- 2003 — Киднеппинг — полковник
- 2004 — Команда — эпизод
- 2004 — На безымянной высоте — офицер штаба
- 2004 — Мой сводный брат Франкенштейн — лейтенант в психбольнице
- 2004 — Мужчины не плачут — эпизод
- 2005 — Дети Ванюхина — эпизод
- 2005 — Каменская 4 (фильм № 3 «Двойник») — эпизод
- 2005 — Последний бой майора Пугачёва — Поляков
- 2005 — Призвание (фильм № 7 «Алюминиевое королевство»— Подружкин
- 2005 — Человек войны — десантник
- 2006 — Franz+Polina — эпизод
- 2006 — Вакцина — Кирилл
- 2006 — Ваша честь (серия № 8) — Петр Иванович Городец, директор охранного агентства «Город»
- 2006 — Вызов 2 (фильм № 6 «Жертва») — эпизод
- 2006 — Последний бронепоезд —  Клюге, немецкий офицер
- 2006 — Точка — эпизод
- 2007 — 1612. Хроники смутного времени — эпизод
- 2007 — Бумеранг — эпизод
- 2007 — Девять дней до весны — Иван
- 2007 — Третье небо — Николай (в молодости)
- 2007 — Я сыщик (фильм № 1 «Первый день за последней ночью») — Михаил Васильевич, друг Максимова
- 2008 — В июне 41-го — капитан
- 2008 — Свадьба — Борис, старший сын Ярославы Георгиевны
- 2008 — Господа офицеры. Спасти императора — Шатров
- 2008 — Застава Жилина — Сечкин
- 2008 — Краповый берет — Джо
- 2008 — Дверь / The Door (Ирландия; короткометражный фильм, режиссёры — Хуанита Уилсон и Джеймс Флинн) — Николай Фомич Калугин[4]
- 2008 — Сумасшедшая любовь — Чугуев, брат Кости
- 2009 — Днепровский рубеж — Зубов Алексей Сергеевич, комдив (прототип — Михаил Тимофеевич Романов, генерал-майор, командир 172-й стрелковой дивизии, руководитель и герой обороны Могилёва в июле 1941 года)
- 2009 — Поп — немецкий солдат
- 2010 — Журов 2 (фильм № 3 «Прелести ада») — Алексей Серебряков, директор завода
- 2010 — Иллюзия охоты — Степан Гнатюк
- 2010 — Катино счастье — Коротков
- 2010 — Покушение — «Хан», разведчик-диверсант, сотрудник «Абвера»
- 2010 — Тихий омут — Геннадий
- 2011 — Всё, что нам нужно… — Анатолий (главная роль)
- 2011 — Навигатор — Игорь Берестов (главная роль)
- 2011 — Команда 8 — лейтенант Келлерман
- 2011 — Немец — Мартин Целлер, майор вермахта, руководитель группы, захватившей сокровища
- 2011 — Наркомовский обоз — майор из политического отдела
- 2011 — Счастье есть — Егор
- 2011 — Не жалею, не зову, не плачу — Алексей Дубровин, следователь
- 2011 — Одинокий остров — Вахер, доктор
- 2012 — Сердце не камень — Сергей Николаевич Шепель, проверяющий из райкома партии
- 2012 — Мать и мачеха — врач скорой помощи
- 2012 — Ой, ма-моч-ки! — Сергей Стрельцов, строитель, муж Веры Михайловны Стрельцовой[9]
- 2013 — СМЕРШ — Ральф Шульц, штурмбаннфюрер, руководитель разведывательно-диверсионной школы[10]
- 2013 — Все сокровища мира — Артём Михайлович Пронин, судья
- 2013 — Ментовские войны 7 (фильм № 6 «Корм для акулы») — Валерий Павлович Самолётов, криминальный бизнесмен
- 2013 — Следы апостолов — Отто Вагнер, доктор, учёный-фанатик, сотрудник «Аненербе»[11]
- 2013 — Вангелия — военный комендант
- 2013 — Городские шпионы — партнёр Артура Берга по теннису
- 2013 — Ненавижу и люблю — Егор Дмитриевич Конышев, егерь, целитель
- 2014 — Потому что люблю — Андрей Веселов, адвокат, муж Полины
- 2014 — Слепой расчёт — Леонид, подручный криминального бизнесмена Ефима Григорьевича
- 2015 — Удар зодиака — Артур Чернов, адвокат
- 2016 — Городская рапсодия — Геннадий
- 2016 — Слёзы на подушке — Андрей
- 2016 — Без права на ошибку — Валерий Петрович Паршин, бизнесмен, отец Антона
- 2016 — Следы на воде (Беларусь) — капитан Кислевский
- 2016 — Проще пареной репы — Борис Макарович Кирпичёв, чиновник, отец Антона
- 2016 — Куба — Игорь Александров
- 2017 — Месть как лекарство — Анатолий Константинович Семёнов, отец Константина, муж Тамары
- 2017 — Ой, ма-моч-ки! - 2 — Сергей Стрельцов, строитель, муж Веры Михайловны Стрельцовой[9]
- 2017 — Огонь, вода и ржавые трубы — Олег, чиновник, любовник Екатерины Удальцовой
- 2017 — Вечный путь / Ikitie (Финляндия, Швеция, Эстония) — офицер НКВД
- 2017 — Хочу быть счастливой — Кирилл Мелехов
- 2017 — Дом фарфора — Владимир Иванович Сергеев, полковник МВД
- 2018 — Отпуск за период службы — эпизод
- 2018 — По щучьему велению — Николай Антонович Быков, директор пансионата
- 2018 — Мишель — Георгий Вадимович Зименко, отец Мишель
- 2018 — Годунов — комендант замка в Риге
- 2018 — Внутри себя (Беларусь) — Захаров, следователь[12][13]
- 2018 — Подъём с глубины — эпизод
- 2018 — Не игра — генерал
- 2018 — Исправленному верить — Олег Георгиевич Уваров, отец Сергея Короткова, муж Регины Сергеевны Белкиной[14]
- 2019 — Единственная радость — Валерий, муж Валентины
- 2019 — Серебряный отблеск счастья — Игорь Леонидович
- 2019 — Синее озеро — Юрий Иванович
- 2019 — Случайный кадр — Михаил Михайлович, полковник юстиции
- 2019 — Чёрный пёс — Самарин, следователь
- 2019 — Отчим — полковник РККА[15]
- 2019 — Некрасивая подружка — Роман Петрович Турбин, врач-хирург, заведующий отделением пластической хирургии в клинике пластической хирургии «Новое лицо»[16]
- 2022 — Абсурд — Никодимыч (полковник Шутов), начальник колонии

## Признание заслуг

### Государственные награды Республики Беларусь
- 2007 — медаль Франциска Скорины — за высокое профессиональное мастерство, значительный личный вклад в развитие национальной культуры и искусства.
- 2007 — персональная надбавка Президента Республики Беларусь — за выдающийся вклад в развитие культуры и искусства Республики Беларусь.
- 2011 — почётное звание «Заслуженный артист Республики Беларусь» (присвоено 23 мая 2011 года) — за высокие достижения в производственной и социально-культурной сферах, значительный личный вклад в выполнение прогнозных показателей социально-экономического развития республики в 2006—2010 годах[1].

### Ведомственные награды Республики Беларусь
- 2003 — нагрудный знак «За высокое профессиональное мастерство и значительный вклад в развитие белорусского театрального искусства» Министерства культуры Республики Беларусь — за вклад в развитие культуры Беларуси.

### Общественные награды
- Обладатель наград Союза театральных деятелей Беларуси.
- 1999 — гран-при фестиваля «Маладзечанская сакавiца — 99» актёрам Игорю Сигову и Людмиле Сидаркевич за лучшее воплощение ролей мужчины и женщины в спектакле «Последняя пастораль» по одноимённой повести Алеся Адамовича.
- 2006 — диплом директора VIII Международного театрального фестиваля «Мельпомена Таврии» в Херсоне (Украина) актёру Игорю Сигову «За сценическое воплощение глубины славянской души» и диплом коллектива РТБД «За актёрский ансамбль» — за исполнение главной роли мужика в спектакле «Адвечная песня» на сцене Республиканского театра белорусской драматургии (РТБД) в Минске[8].
- 2006 — диплом актёру Игорю Сигову от «Народной газеты» в театральном конкурсе ХІІІ Минского международного кинофестиваля «Лістапад» в Минске — за исполнение главной роли мужика в спектакле «Адвечная песня» на сцене Республиканского театра белорусской драматургии (РТБД) в Минске[8] .